# Корте Менкони (Пиза)
Корте Менкони је насеље у Италији у округу Пиза, региону Тоскана.
Према процени из 2011. у насељу је живело 14 становника. Насеље се налази на надморској висини од 16 м.